# Lü Ju
En aquest nom xinès, el cognom és Lü.
Lü Ju (mort el 256 EC), nom estilitzat Shiyi (世議), va ser un general militar de Wu Oriental durant el període dels Tres Regnes de la història xinesa. Ell va ser el segon fill de Lü Fan. Quan l'exèrcit de Cao Wei va envair el terrirori de Wu Oriental després de la mort de Sun Quan, Lü eixí a lluitar juntament amb Dong Xing, sota el comandament de Ding Feng. Lü més tard es va suïcidar en ser arraconat per Sun Jun.